# Смерть зовётся Энгельхен
«Смерть зовётся Энгельхен» — чехословацкий военный фильм 1963 года режиссёров Яна Кадара и Эльмара Клоса, по одноимённому автобиографическому роману Ладислава Мнячко — в годы войны прошедшего нацистский концлагерь партизана в чехословацком Сопротивлении.
Лауреат «Золотого приза» на 3-м Московском международном кинофестивале.

## Сюжет
Вторая мировая война, май 1945 года, чехословацкий Злин, только что освобождённый советской армией.
В госпитале лежит тяжело раненный молодой чехословацкий партизан Павел Кубич. Он парализован и, выздоравливая, проводит дни, лёжа на спине, воспоминая событиям последних нескольких месяцев из своей жизни во время войны… как он воевал в рядах Сопротивления. Своих товарищей. Бои с немцами в словацких горах. Он и его группа партизан имели дело с доносчиками, обиженными сельскими жителями, голодом. Вспоминает свою любовь — Марту, которая была двойным шпионом у немцев и спала с офицерами гестапо. Как их отряд с огромным трудом ускользал от преследования карателей. Он также помнит Энгельхена, штурмбаннфюрера СС, который несёт ответственность за гибель многих друзей Павла и за резню двух горных деревень.
Марта навещает Павла в больнице, чтобы попрощаться — выполнение задания вынудило ей вжиться в образ и сделало её похожей на немецкую шпионку, что вызывает у неё ненависть и стыд, и она не может быть с Павлом, знающим о её прошлом. А её будущее теперь туманно, и Павел очень беспокоится за неё. Через некоторое время Павел выздоравливает и покидает госпиталь. Он твёрдо намерен найти Энгельхена.

## В ролях
В главных ролях:
- Ян Качер — Павел Кубич
- Эва Полакова — Марта
- Мартин Ружек — врач
- Блажена Голишова — Альзбета
- Отто Лацкович — Ондра, партизан

В остальных ролях:
- Норберт Хотас — Энгельхен, штурмбаннфюрер СС
- Павел Бартл — Дмитрий Астапов, советский партизан
- Владо Мюллер — Николай, партизанский командир
- Мирослав Махачек — Машу, агент
- Ярослав Моучка — Вутиска, шофёр
- Карел Форжт — Вальтер
- Отто Шиманек — учитель
- Карла Свободова — девочка
- Вальтер Тауб — немецкий генерал
- и другие

## О фильме
Авторы фильма лично знакомы с темой — фильм был снят чехословацкими режиссёрами Яном Кадаром и Эльмаром Клосом, которые оба были партизанами во Второй мировой войне, по одноимённому автобиографическому роману Ладислава Мнячко (написан в 1959 году, в СССР на русском языке опубликован в 1967 году в переводе Евгении Аронович).
Фильм находится под большим влиянием кинематографического движения 1960-х годов «Чехословацкая новая волна», для него характерен большой формальный экспериментализм, сложное повествовательное переплетение — сюжет распространяется на несколько временных планов, некоторые кинематографические приёмы трудно интерпретировать.
Критика хорошо приняла фильм, при этом отмечался открытый финал фильма, в котором главный герой решил убить Энгельхена — этот жест можно истолковать не как акт мести побеждённому врагу, а как акт справедливости, необходимый для того, чтобы мир был лучше, а зло навсегда устранено; как писал итальянский критик Эрманно Комуцио:

Преследование Энгельхена — это не просто поиск мести и восстановление внутреннего равновесия, это восстановление равновесия. Неважно, что его поиск Павлом является частным фактом, «сведение счётов», это есть акт веры в высшую справедливость, ибо преследовать зло — это утверждать выбор, а не сдаваться фактам.— Ermanno Comuzio — «La battaglia di Engelchen» // Cineforum, № 656, 1967

Знаменитая психологическая драма … Фильм вводит несхематичные, сложные «моральные» элементы в проблему войны, носителем которых также является любовь герояОригинальный текст (чешск.)ceněné psychologické drama. ... Snímek vnáší do válečné problematiky neschematické, komplikované „morální“ prvky, jejichž nositelkou je i hrdinova láska— Filmový přehled, 2018

## Награды
- 1963 — III Московский международный кинофестиваль: Золотой приз[2]